# عبد الله بن سالم بن ذيبان
عبد الله بن سالم بن ذيبان الشامسي (1945 - 22 يناير 2021) شاعر شعبي إماراتي. ولد في الشارقة ونشأ يتيمًا فيها وفي دبي. بدأ نظم الشعر في سن السادسة عشرة من عمره. عمل في الإعلام وانضم للقوات المسلحة لدولة الإمارات العربية المتحدة. شارك في إعداد البرامج الإذاعية والتلفزيونية. يعد من أبرز شعراء النبط في الإمارات في القرن العشرين. توفي في دبي عن عمر يناهز 76 عامًا.

## سيرته
ولد عبد الله بن سالم بن ذيبان في الشارقة سنة 1364 هـ /1945 م ونشأ فيها وفي دبي. توفي والده قبل ولادته بقليل، وفي الثامنة من عمره توفي شقيقه الأكبر، ورعاه أخواله في دبي. حفظ القرآن في طفولته، وتعلم الإنجليزية على سلطان بن محمد القاسمي، وبدأ نظم الشعر في سن السادسة عشرة من عمره. درس في مدرسة صناعية ثم عمل في دولة قطر قبل أن يلتحق بوظيفة في بلده بالإمارات حتى نشر أول قصيدة له عام 1968.

في نهاية 1963 انضم للقوات المسلحة، وحصل على وظيفة مسؤول مدني في نادي الجيش، بعد أن خضع لاختبار في اللغة الإنجليزية، وكان يجيد الأوردو والفارسية، وقررت الإدارة ترقيته إلى رتبة جندي بعد عامين من العمل.

ثم دخل الإعلام وشارك في إعداد البرامج الإذاعية والتلفزيونية، منها «الجلسة الشعبية» عبر إذاعة دبي، و«المجلس الشعري» على تلفزيون دبي الذي استمر حتى عام 2002.

توفي عبد الله سالم يوم 9 جمادى الآخرة 1442 / 22 يناير 2021 عن عمر يناهز 76 عامًا، ونعاه الشعراء الإماراتيون. 

## شعره
كتب قصيدته الأولى في 1968. ثم تعرف إلى شعراء أكبر منه وتميز في العديد من الأغراض الشعرية كالغزل والمديح والمساجلات والقصائد الوطنية والاجتماعية، وتميّز بصوره العفوية، وبساطة الأسلوب وسلاسة المفردة. كتب عنه إبراهيم الملا من جريدة الاتحاد «ربما كانت لتجربة الطفولة المرّة أثر في ولادة موهبته الشعرية، ورغبته في البوح عمّا يعتمل في داخله، فكانت القصيدة النبطية، هي المنصّة التعبيرية الأهم في تجربته الحياتية والإبداعية، وكانت هي العزاء والسلوى لتجاوز كل الخسارات السابقة.»

## جوائزه وتكريمه
- 2019: كرّمته سلطان بن محمد القاسمي في ملتقى الشارقة الدولي للراوي في نسخته الـ19، كرائد من رواد الشعر الشعبي في الإمارات. [5][6]